# Stenstorps kyrka
Stenstorps kyrka är en kyrkobyggnad som tillhör Stenstorps församling i Skara stift. Den ligger i  Stenstorp i nordöstra delen av Falköpings kommun.

## Kyrkobyggnad
Vid 1800-talets början revs de medeltida kyrkorna i Stenstorp, Brunnhem och Södra Kyrketorp, och 1817 byggdes en ny gemensam kyrka i Stenstorp. På platsen för de äldre, medeltida kyrkorna i Brunnhem och Södra Kyrketorp står nu klockstaplar för böneringningar under somrarna.
Kyrkan är en av stiftets tidigaste uttförd i nyklassicistisk stil. För ritningarna svarade Jacob Wilhelm Gerss och byggnaden har drag från äldre stilepoker, exempelvis det tresidigt avslutade koret. Inredningen är ljus, slät och stram i det luftiga och ljusa kyrkorummet. Det domineras av altaruppsatsen och predikstolen som är ursprungliga. Kyrkan restaurerades 1931 och 1957.

## Inventarier
- Dopfuntarna från de tidigare tre kyrkorna är nu samlade här. De är daterade till 1100- och 1200-talen.
- Till vänster om koret finns Stenstorps gamla dopfunt och i vapenhuset står Södra Kyrketorps dopfunt.
- I tornet förvaras cuppan till vad man tror vara Brunnhems gamla dopfunt.
- Altartavlan från 1924 är en uppståndelsemålning utförd av Gunnar Erik Ström i Göteborg. Den ersatte ett tidigare enkelt träkors.
- En bibel från 1501, en så kallad Versio Vulgata, är tryckt av Anton Koberger i Nürnberg. Det är kyrkofader Hieronymus bibelöversättning från hebreiska till latin. Bibeln skänktes till kyrkan 1674.
- Det finns en senmedeltida mellanklocka utan inskrift.[1]

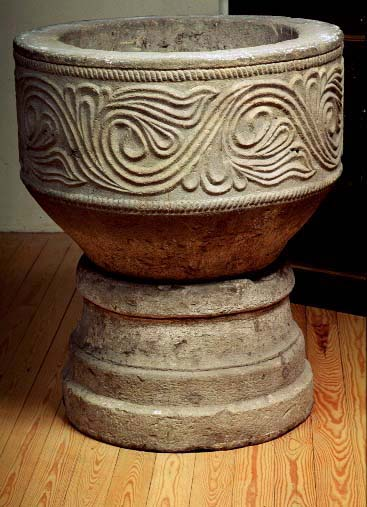
Stenstorps gamla dopfunt, från ca 1200.
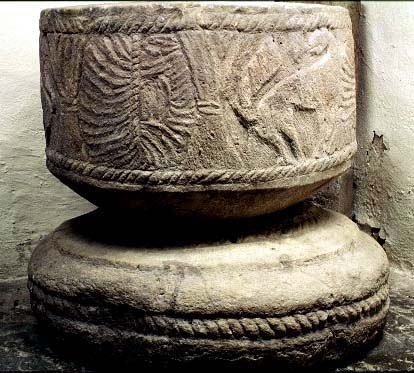
Södra Kyrketorps dopfunt från slutet av 1100-talet.
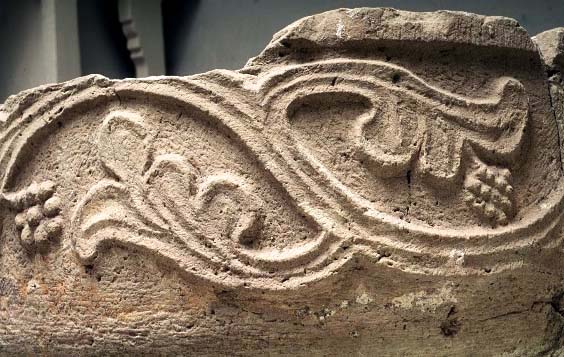
Rester av Brunnhems dopfunt.

### Orgel
Den ljudande orgelfasaden på läktaren i väster har ett mittparti som byggdes 1842 av Johan Nikolaus Söderling vilket kompletterades med tillbyggda sidor 1913. Verket som tillkom 1962 är tillverkat av Frederiksborg Orgelbyggeri. Det renoverades och omdisponerades 1999 av Walter Thür Orgelbyggen. Instrumentet har nitton stämmor fördelade på två manualer och pedal. Orgeln har följande disposition:
| Man I. Huvudverk C-f3 | Man II. Svällverk C-f3 | Pedal         | Koppel |
| --------------------- | ---------------------- | ------------- | ------ |
| Rörflöjt 8'           | Gedackt 8'             | Subbas 16'    | II/I   |
| Vox candida 8'        | Koppelflöjt 4'         | Octava 8'     | II/P   |
| Principal 4'          | Principal 2'           | Octava 4'     | I/P    |
| Gedacktflöjt 4'       | Nasat 1 1/3'           | Kvintadena 2' |        |
| Waldflöjt 2'          | Cymbel 2 chor          | Fagott 16'    |        |
| Mixtur 4 chor         | Sesquialtera 2 chor    |               |        |
| Dulcian 16'           | Rörskalmeja 8'         |               |        |
|                       | Tremulant              |               |        |